# Kim Jones (tennis)
Pour les articles homonymes, voir Kim Jones et Jones.
Kimberly “Kim” Jones, née le 28 septembre 1957 à Columbus (Géorgie, États-Unis), est une joueuse de tennis américaine, professionnelle dans les années 1980. Elle est aussi connue sous son nom de femme mariée, Kim Shaefer.
En 1983, elle a joué le 3e tour à l'US Open (battue par Pam Shriver), sa meilleure performance en simple dans une épreuve du Grand Chelem.
Elle a atteint le 25e rang mondial en simple le 19 mars 1984.

## Palmarès

### Titre en simple dames
| No | Date       | Nom et lieu du tournoi | Catégorie | Dotation  | Surface         | Finaliste     | Score    |          |
| -- | ---------- | ---------------------- | --------- | --------- | --------------- | ------------- | -------- | -------- |
| 1  | 26/09/1983 | US Indoors, Hartford   |           | 150 000 $ | Moquette (int.) | Sylvia Hanika | 6-4, 6-3 | Parcours |

### Finale en simple dames
| No | Date       | Nom et lieu du tournoi                    | Catégorie | Dotation  | Surface      | Vainqueure     | Score    |          |
| -- | ---------- | ----------------------------------------- | --------- | --------- | ------------ | -------------- | -------- | -------- |
| 1  | 11/07/1983 | Virginia Slims Hall of Fame, Newport (RI) |           | 100 000 $ | Gazon (ext.) | Alycia Moulton | 6-3, 6-2 | Parcours |

### Titre en double dames
Aucun

### Finales en double dames
| No | Date       | Nom et lieu du tournoi          | Catégorie | Dotation | Surface      | Vainqueures                      | Partenaire     | Score         |          |
| -- | ---------- | ------------------------------- | --------- | -------- | ------------ | -------------------------------- | -------------- | ------------- | -------- |
| 1  | 11/02/1980 | Avon Futures of Toronto Toronto | Futures   | 25 000 $ | Dur (int.)   | Marjorie Blackwood Pam Whytcross | Lea Antonoplis | 3-6, 7-6, 6-3 | Parcours |
| 2  | 02/06/1980 | Kent Championships Beckenham    |           | 14 000 $ | Gazon (ext.) | Andrea Buchanan Diane Desfor     | Lindsay Morse  | 6-7, 6-4, 6-2 | Parcours |

## Parcours en Grand Chelem

### En simple dames
| Année | Open d'Australie (janvier) | Open d'Australie (janvier) | Internationaux de France | Internationaux de France | Wimbledon       | Wimbledon        | US Open         | US Open         | Open d'Australie (décembre) | Open d'Australie (décembre) |
| ----- | -------------------------- | -------------------------- | ------------------------ | ------------------------ | --------------- | ---------------- | --------------- | --------------- | --------------------------- | --------------------------- |
| 1980  | n/a                        | n/a                        | 1er tour (1/32)          | Paula Smith              | -               | -                | 2e tour (1/32)  | Ivanna Madruga  | -                           | -                           |
| 1981  | n/a                        | n/a                        | 2e tour (1/32)           | Pilar Vásquez            | 1er tour (1/64) | Marcella Mesker  | 2e tour (1/32)  | L. Thompson     | -                           | -                           |
| 1982  | n/a                        | n/a                        | -                        | -                        | 2e tour (1/32)  | Pam Shriver      | 1er tour (1/64) | Virginia Ruzici | -                           | -                           |
| 1983  | n/a                        | n/a                        | -                        | -                        | 1er tour (1/64) | Rosalyn Fairbank | 3e tour (1/16)  | Pam Shriver     | 1er tour (1/32)             | Helena Suková               |
| 1984  | n/a                        | n/a                        | 1er tour (1/64)          | Pat Medrado              | 1er tour (1/64) | Jo Durie         | 2e tour (1/32)  | G. Sabatini     | 1er tour (1/32)             | Chris Evert                 |
| 1985  | n/a                        | n/a                        | -                        | -                        | 1er tour (1/64) | Jo Durie         | 1er tour (1/64) | Michelle Casati | -                           | -                           |
| 1986  | n/a                        | n/a                        | -                        | -                        | -               | -                | 1er tour (1/64) | Elna Reinach    | n/a                         | n/a                         |

À droite du résultat, l’ultime adversaire.

### En double dames
| Année | Open d'Australie (janvier) | Open d'Australie (janvier) | Internationaux de France      | Internationaux de France  | Wimbledon                     | Wimbledon                  | US Open                       | US Open                    | Open d'Australie (décembre) | Open d'Australie (décembre) |
| ----- | -------------------------- | -------------------------- | ----------------------------- | ------------------------- | ----------------------------- | -------------------------- | ----------------------------- | -------------------------- | --------------------------- | --------------------------- |
| 1980  | n/a                        | n/a                        | 2e tour (1/8) Iris Riedel     | Mima Jaušovec Betty Stöve | 3e tour (1/8) Lindsay Morse   | Pam Shriver Betty Stöve    | 2e tour (1/16) Henricksson    | Rosie Casals W. Turnbull   | -                           | -                           |
| 1981  | n/a                        | n/a                        | 1er tour (1/32) Kathy Rinaldi | S. Margolin Anne White    | 1er tour (1/32) L. Antonoplis | C. Reynolds Paula Smith    | 2e tour (1/16) Beth Norton    | Bettina Bunge Kohde-Kilsch | -                           | -                           |
| 1982  | n/a                        | n/a                        | -                             | -                         | 3e tour (1/8) Beth Norton     | M. Blackwood Susan Leo     | 1er tour (1/32) L. Antonoplis | Elise Burgin A. Moulton    | -                           | -                           |
| 1983  | n/a                        | n/a                        | -                             | -                         | 2e tour (1/16) S. Margolin    | Mima Jaušovec Kathy Jordan | 2e tour (1/16) P. Teeguarden  | Mima Jaušovec Kathy Jordan | 1er tour (1/16) Beth Norton | Sherry Acker Lele Forood    |
| 1984  | n/a                        | n/a                        | 2e tour (1/16) L. Antonoplis  | Sandy Collins A. Moulton  | 1er tour (1/32) T. Holladay   | S. Cecchini S. Simmonds    | 2e tour (1/16) Leslie Allen   | Navrátilová Pam Shriver    | 1/4 de finale M. L. Piatek  | Kohde-Kilsch Helena Suková  |
| 1985  | n/a                        | n/a                        | -                             | -                         | 1er tour (1/32) Beth Herr     | B. Nagelsen Anne White     | 1er tour (1/32) Peanut Louie  | Bettina Bunge Eva Pfaff    | -                           | -                           |

Sous le résultat, la partenaire ; à droite, l’ultime équipe adverse.

### En double mixte
| Année | Open d'Australie (janvier), | Open d'Australie (janvier), | Internationaux de France      | Internationaux de France   | Wimbledon                    | Wimbledon                 | US Open                      | US Open                    | Open d'Australie (décembre), | Open d'Australie (décembre), |
| ----- | --------------------------- | --------------------------- | ----------------------------- | -------------------------- | ---------------------------- | ------------------------- | ---------------------------- | -------------------------- | ---------------------------- | ---------------------------- |
| 1980  | n/a                         | n/a                         | 1er tour (1/16) M. Robinson   | E. Dinopoulos Éric Plamont | -                            | -                         | 1er tour (1/16) Gene Malin   | Penny Johnson R. Van't Hof | n/a                          | n/a                          |
| 1981  | n/a                         | n/a                         | -                             | -                          | 1er tour (1/32) Cliff Skakle | W. Turnbull Marty Riessen | -                            | -                          | n/a                          | n/a                          |
| 1982  | n/a                         | n/a                         | 1er tour (1/16) T. Benhabiles | Andrea Leand Mel Purcell   | -                            | -                         | -                            | -                          | n/a                          | n/a                          |
| 1983  | n/a                         | n/a                         | -                             | -                          | -                            | -                         | 1/2 finale Syd Ball          | E. Sayers J. Fitzgerald    | n/a                          | n/a                          |
| 1984  | n/a                         | n/a                         | 1er tour (1/32) Syd Ball      | Laura Arraya Pablo Arraya  | 1er tour (1/32) Syd Ball     | P. Teeguarden B. Mitton   | -                            | -                          | n/a                          | n/a                          |
| 1985  | n/a                         | n/a                         | -                             | -                          | -                            | -                         | 1er tour (1/16) Hank Pfister | Pam Whytcross M. Edmondson | n/a                          | n/a                          |

Sous le résultat, le partenaire ; à droite, l’ultime équipe adverse.

## Classements WTA

### Classements en simple en fin de saison
| Année | 1983 | 1984 | 1985 | 1986 | 1987 |
| Rang  | 41   | 66   | 59   | 189  | 406  |

Source : (en) « Classements de Kim Jones (tennis) », sur le site officiel du WTA Tour